# Leucaster caniflorus
Leucaster caniflorus är en underblomsväxtart som beskrevs av Jacques Denys Denis Choisy. Leucaster caniflorus ingår i släktet Leucaster och familjen underblomsväxter. Inga underarter finns listade i Catalogue of Life.